# Shito no densetsu
Shito no densetsu (死闘の伝説) é um filme de drama japonês de 1963 dirigido e escrito por Keisuke Kinoshita.

## Elenco
- Shima Iwashita como Koeko Sonobe
- Gō Katō como Hideyuki Sonobe
- Mariko Kaga como Yuri Shimizu
- Tsutomu Matsukawa como Norio Sonobe
- Kinuyo Tanaka como Shizuko Sonobe
- Bunta Sugawara como Goichi Takamori
- Yoshi Katō como Shintaro Shimizu
- Kikue Mori como Umeno Sonobe
- Tokue Hanazawa como Yamanosuke
- Tatsuya Ishiguro como Kimbei Takamori[2][3]

## Legado
Shito no densetsu foi exibido no Filmex 2012 como parte da retrospectiva sobre as obras de Keisuke Kinoshita, e no Festival Internacional de Cinema de Berlim em 2013 na seção "Fórum".